# Legió (biologia)
La legió en biologia és una categoria taxonòmica que no és obligatòria. És un grup d'ordres ingerior a la classe i de forma ocasional aquest terme es fa servir per expressar un assamblatge d'objectes intermedi.
Les legions es poden agrupar en superlegions o subdividir-se en sublegions i aquestes al seu torn en infralegions.